# Sara Bareilles
Sara Bareilles /bəˈɹɛlɪs/, née le 7 décembre 1979 à Eureka, en Californie, aux (États-Unis), est une auteure-compositrice-interprète et actrice américaine.
En 2007, Bareilles enregistre son tube Love Song, qui est lancé dans l'iTunes Store en tant que chanson gratuite de la semaine. On retrouve ce morceau dans l'album Little Voice, lui aussi sorti en 2007 (Sony BMG Music Entertainment). En 2008, elle sort un album entièrement enregistré en public, appelé Between the Lines: Sara Bareilles Live at the Fillmore (en), sorti dans les bac en formats CD (audio), DVD (vidéo), et Bluray (vidéo).
Elle fait une apparition en 2013 dans la série Community (S4E9: Intro To Felt Surrogacy). Elle apparaît également dans la série 30 Rock (S3E22), ainsi que dans la série Super Hero Family (S1E18) et tient un des rôles principaux de la série Girls5eva. Elle est l'auteure-compositrice de la comédie musicale Waitress jouée sur Broadway à partir de 2016.  

## Discographie

### Albums studios
- 2004 : Careful Confessions (en)
- 2007 : Little Voice (en)
- 2010 : Kaleidoscope Heart (en)
- 2013 : The Blessed Unrest (en)
- 2015 : What's Inside: Songs from Waitress (en)
- 2019 : Amidst the Chaos (en)

### Albums live
- 2008 : Between the Lines: Sara Bareilles Live at the Fillmore
- 2011 : iTunes Live from SoHo
- 2013 : Brave Enough: Live at the Variety Playhouse (en)

### EPs
- 2007 : Live Session
- 2008 : Unplugged on VH1
- 2009 : Live from the Gravity Tour
- 2010 : Kaleidoscope EP
- 2012 : Once Upon Another Time (en)

### Singles
- 2007 : Love Song (en)
- 2008 : Bottle It Up (en)
- 2008 : Winter Song (en) (feat. Ingrid Michaelson)
- 2009 : Gravity (en)
- 2010 : King of Anything (en)
- 2011 : Uncharted (en)
- 2011 : Gonna Get Over You (en)
- 2011 : Love Is Christmas
- 2012 : Stay
- 2013 : Brave (en)
- 2014 : I Choose You (en)
- 2015 : She Used to Be Mine (en)
- 2018 : Theodosia Reprise
- 2018 : Armor
- 2019 : Fire
- 2019 : Shiny

### Collaborations
- 2008 : Barcelona de Jay Nash
- 2009 : Come Home (en) de OneRepublic
- 2012 : Summer Is Over de Jon McLaughlin
- 2012 : Come Back Down de Greg Laswell (en)
- 2013 : I Want You Back de Straight No Chaser (en)
- 2014 : Baby, It's Cold Outside de Seth MacFarlane

## Théâtre
- 2016 : La Petite Sirène : Ariel
- 2017-2019 : Waitress : Jenna Hunterson

## Filmographie

### Cinéma
- 2004 : Girl Play de Lee Friedlander : Figurante

### Télévision
- 2008 : Lipstick Jungle : Les Reines de Manhattan : Elle-même
- 2010 : 30 Rock : Elle-même
- 2013 : Community : Figurante
- 2017 : En coulisse avec Julie : Elle-même
- 2018 : Jesus Christ Superstar Live in Concert de David Leveaux (en) et Alex Rudzinski : Marie de Magdala
- 2021–2024 : Girls5eva : Dawn

## Distinctions

### Récompenses
- 25e édition des ASCAP Awards : Vanguard Award (en)[2].
- MVPA Awards 2012 : meilleure chorégraphie pour Gonna Get Over You[3].
- 18e cérémonie des Broadway.com Audience Awards : meilleure remplaçante pour Waitress[4].
- 4e cérémonie des Women's Entrepreneurship Day Pioneer Awards (en) : Music Pioneer Award[5].

### Nominations
- 51e cérémonie des Grammy Awards :
  - Chanson de l'année pour Love Song.
  - meilleure chanteuse pop pour Love Song.
- 53e cérémonie des Grammy Awards : meilleure chanteuse pop pour King of Anything.
- MVPA Awards 2012 : meilleure première réalisation pour Gonna Get Over You.
- 22e édition (en) des World Music Awards : meilleure chanson pour Brave.
- 13e édition (en) des MTV Video Music Awards Japan : meilleure chorégraphie pour Brave.
- 56e cérémonie des Grammy Awards :
  - Meilleure performance pop en solo pour Brave.
  - Album de l'année pour The Blessed Unrest.
- 42e édition des American Music Awards : meilleur artiste Adult Contemporary (en).
- 70e cérémonie des Tony Awards : meilleure partition originale pour Waitress[6].
- 10e cérémonie des Drama Desk Awards[7] :
  - Meilleure musique (en) pour Waitress.
  - Meilleures paroles (en) pour Waitress.
- 8e cérémonie des Outer Critics Circle Award : meilleure partition originale pour Waitress.
- 59e cérémonie des Grammy Awards : meilleur album de comédie musicale pour Waitress.
- 8e cérémonie des Hollywood Music in Media Awards (en) : meilleure chanson originale dans un long-métrage pour If I Dare.
- 72e cérémonie des Tony Awards : meilleure partition originale pour Bob l'éponge[8].
- 70e cérémonie des Primetime Emmy Awards : meilleure actrice dans un second rôle dans une mini-série ou un téléfilm pour Jesus Christ Superstar Live in Concert.
- 61e cérémonie des Grammy Awards : meilleur album de comédie musicale pour Jesus Christ Superstar Live in Concert.
- 20e cérémonie des Women's Image Network Awards : meilleure actrice dans un téléfilm ou une mini-série pour Jesus Christ Superstar Live in Concert.